# Carnal Forge
Carnal Forge är ett thrash metal-/death metal band från Sala / Västerås / Stockholm, bildat år 1997 av Jari Kuusisto och Stefan Westerberg. Gruppen skivdebuterade 1998 med Who's Gonna Burn, släppt på det amerikanska skivbolaget Relapse Records. Därefter släpptes fyra album mellan 2000 och 2004, alla på Century Media Records.
Efter utgivningen av Aren't You Dead Yet? lämnade sångaren Jonas Kjellgren bandet. Han ersattes av Jens C. Mortensen och Carnal Forge tecknade skivkontrakt med Candlelight Records inför släppet av det sjätte studioalbumet Testify for My Victims som utkom 2007. Mortensen lämnade bandet kort därefter och ersattes kortvarigt av Peter Tuthill innan han återvände 2013. Från och med 2018 är Tommie Wahlberg bandets sångare.
Carnal Forges sjunde och senaste studioalbum, Gun to Mouth Salvation, utkom 2019 på ViciSolum Productions. EP:n The Fractured Process släpptes i mars 2025.
Den 4 maj 2025 avled bandets mångårige basist Lars Lindén efter långvarig cancersjukdom.

## Medlemmar
Nuvarande medlemmar
- Petri Kuusisto – gitarr  (2001–2010, 2013– )
- Tommie Wahlberg – sång (2018– )

Tidigare medlemmar
- Dennis Vestman – basgitarr (1997–2000)
- Stefan Westerberg – trummor (1997–2010)
- Jari Kuusisto – gitarr (1997–2007, 2013–2022)
- Johan Magnusson – gitarr (1997–2001)
- Jonas Kjellgren – sång (1997–2004)
- Jens C. Mortensen – sång (2004–2007, 2013–2018)
- Dino Medanhodzic – sologitarr (2008–2010)
- Peter Tuthill – sång (2008–2010)
- Chris Barkensjö – trummor (2010)
- Lawrence Dinamarca – trummor (2013–2023)
- Lars Lindén – basgitarr (2001–2010, 2013–2025; hans död)

## Diskografi
Studioalbum
- Who's Gonna Burn (1998)
- Firedemon (2000)
- Please... Die! (2001)
- The More You Suffer (2003)
- Aren't You Dead Yet? (2004)
- Testify for My Victims (2007)
- Gun to Mouth Salvation (2019)

EP
- The Fractured Process (2025)

Singlar
- "Blood War" (2010)
- "When All Else Fails" (2014)
- "Bound in Flames" (2019)
- "The Final Enemy" (2025)

Video
- Destroy Live (DVD) (2004)